# Epitrix trapezophora
Epitrix trapezophora is een keversoort uit de familie bladkevers (Chrysomelidae). De wetenschappelijke naam van de soort werd in 1978 gepubliceerd door Bechyne & Springlova de Bechyne.